# Сови (Великопольське воєводство)
Сови (пол. Sowy) — село в Польщі, у гміні Пакослав Равицького повіту Великопольського воєводства.
Населення — 456 осіб (2011).
У 1975-1998 роках село належало до Лешненського воєводства.

## Демографія
Демографічна структура станом на 31 березня 2011 року:
|          | Загалом | Допрацездатний вік | Працездатний вік | Постпрацездатний вік |
| -------- | ------- | ------------------ | ---------------- | -------------------- |
| Чоловіки | 222     | 48                 | 155              | 19                   |
| Жінки    | 234     | 65                 | 129              | 40                   |
| Разом    | 456     | 113                | 284              | 59                   |